# Julio Robles

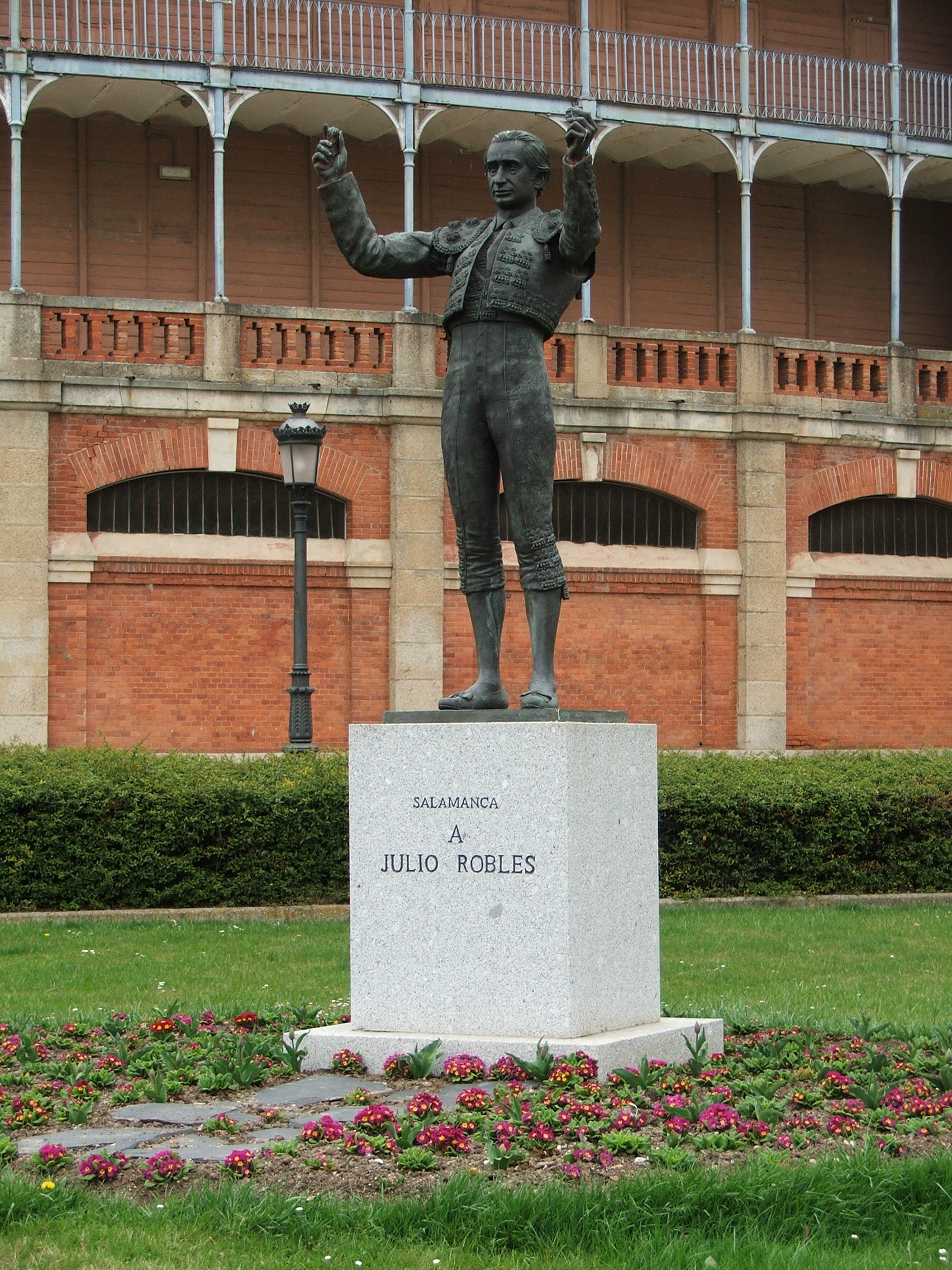
Estatua en honor de Julio Robles junto a la plaza de toros de Salamanca.

Julio Robles (Fontiveros, Ávila, 4 de diciembre de 1951 - Salamanca, 14 de enero de 2001) fue un torero español. 

## Biografía
Aunque nació en Fontiveros (Ávila), con pocos años de edad su padre, que era secretario, se trasladó a la localidad salmantina de La Fuente de San Esteban, donde surgió su afición al toro bravo. En su adolescencia se colaba en los mataderos del pueblo a "darle fiesta" a los becerros que luego iban a sacrificar, también se desplazaba a las múltiples tientas que había en las ganaderías de la zona, muchas veces en bicicleta. 
Tomó la alternativa el 9 de julio de 1972 en la Monumental de Barcelona, siendo el padrino Diego Puerta y el testigo Paco Camino. El toro se llamaba Clarinero de Juan Mª Pérez Tabernero. La confirmación tuvo lugar en Las Ventas el 22 de mayo de 1973, por Antonio Bienvenida y Palomo Linares, con el toro Pernote de Caridad Cobaleda. 
Salió por la Puerta Grande de Las Ventas en tres ocasiones 1983, 1985 y 1989.
El 13 de agosto de 1990 fue cogido gravemente por el toro Timador de la ganadería Cayetano Muñoz, en la plaza de toros de  Béziers. El toro volteó dos veces al torero mientras ejecutaba una verónica, provocándole una tetraplejía. Un año antes, en la plaza de Arlés, Nimeño II había sufrido una lesión similar, aunque de mayor gravedad. En 1997 Julio Robles fundó ganadería La Glorieta.
Falleció el 14 de enero de 2001 en un hospital de Salamanca a la edad de 49 años, tras sufrir una peritonitis. Un año más tarde el alcalde de Salamanca colocó una estatua junto a la plaza de toros en homenaje al diestro. Fue considerado un torero de corte clásico, profundo, calidad, pureza y artista.

## Profanación de la tumba
En septiembre de 2008 el Frente de Liberación Animal profanó la tumba del torero situada en Ahigal de los Aceiteros (Salamanca) con el ánimo de robar el cadáver, además de realizar varios actos vandálicos. Robaron el busto de Robles y afirmaron no devolverlo hasta que «termine la masacre de toros bravos». Once miembros fueron detenidos en 2011 e imputados por ésta y otras acciones violentas.